# Сэтагая-Дайта

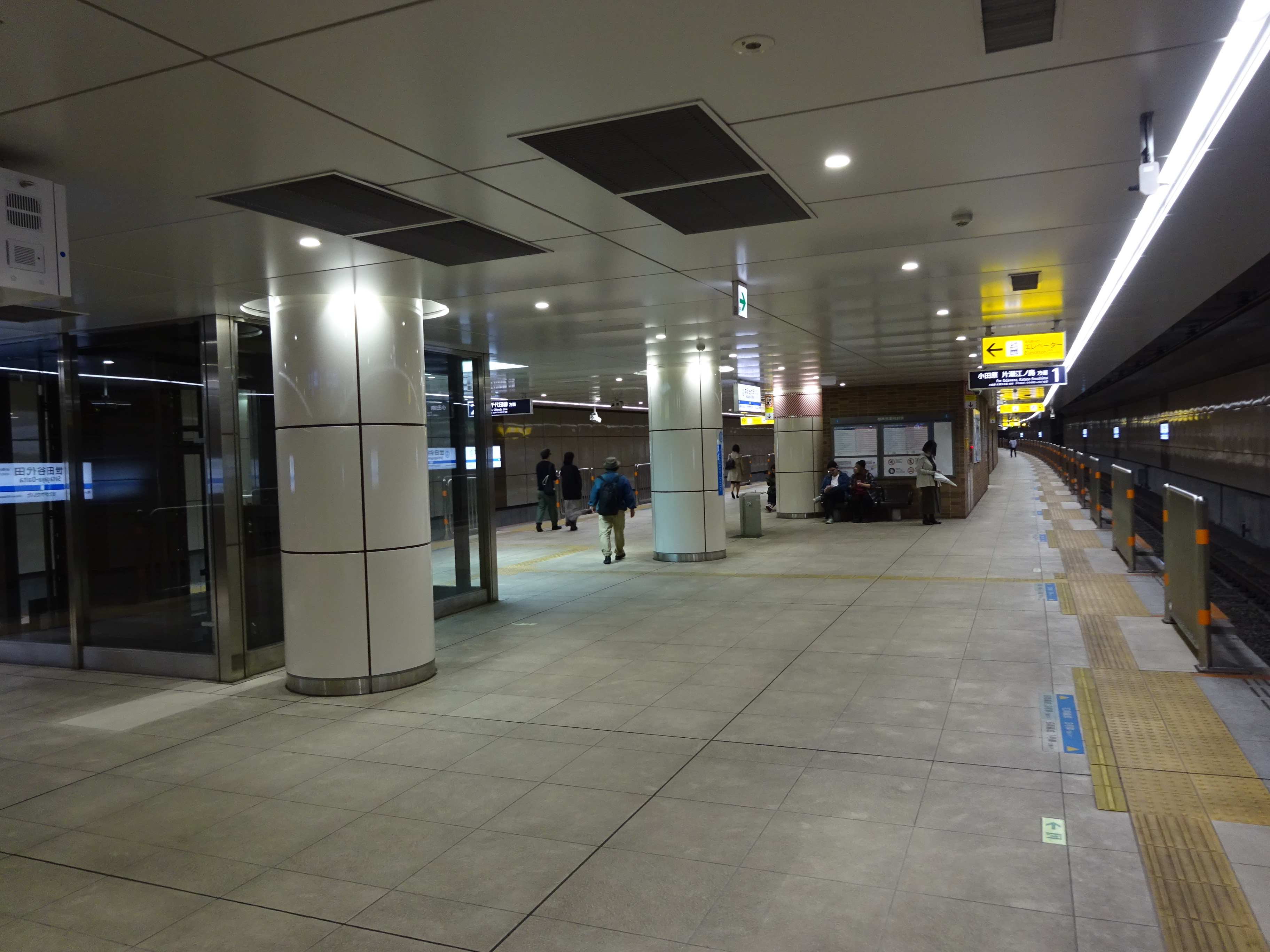
Платформа станции

Станция Сэтагая-Дайта (яп. 世田谷代田駅 сэтагая дайта эки) — железнодорожная станция на линии Одавара, расположенная в специальном районе Сэтагая, Токио. Станция была открыта 1-го апреля 1927 года под названием Сэтагая-Накахара (яп. 世田ヶ谷中原). 20-го августа 1946 года была получила своё нынешнее название. На станции установлен неподвижный барьер.

## Планировка станции
2 пути и 2 боковые платформы.
| 1 | ■ Линия Одавара | Матида ・ Хон-Ацуги ・ Одавара ・(Hakone Tozan Railway) Хаконэ-Юмото ・(Линия Эносима) Фудзисава ・ Катасэ-Эносима |
| 2 | ■ Линия Одавара | Симо-Китадзава ・ Синдзюку                                                                                         |

## Близлежащие станции
| «                                           |  | Линия         |  | »        |
| ------------------------------------------- |  | ------------- |  | -------- |
| Симо-Китадзава                              |  | Линия Одавара |  | Умэгаока |
| Sectional Semi-Express: не останавливается  |  |               |  |          |
| Semi-Express: не останавливается            |  |               |  |          |
| Express: не останавливается                 |  |               |  |          |
| Tama Express: не останавливается            |  |               |  |          |
| Rapid Express: не останавливается           |  |               |  |          |
| Ltd. Exp. "Romance Car": не останавливается |  |               |  |          |